# Otto Klauwell
Otto Adolf Klauwell (født 7. april 1851 i Langensalza, død 11. maj 1917 i Köln) var en tysk musikforfatter.
Klauwell var lærer i klaverspil og musikteori ved Kölns konservatorium, hvor han blev vicedirektør i 1905. Klauwell har komponeret kammermusik, ouverturer og operaer med mere, men er særlig kendt som musikalsk skribent, hvor særligt klaverstykker er kendte. Disse tæller bl.a. Der Vortrag in der Musik, Der Fingersatz des Klaverspiels, Geschichte der Sonate, Beethoven und die Variationenform, Geschichte der Programmusik og Studien und Erinnerungen.